# 史氏肩鰓䲁
史氏肩鰓䲁（學名：Omobranchus smithi），為輻鰭魚綱鳚形目䲁科肩鰓䲁屬的一種，被IUCN列為易危保育類動物，分布於印度至南中國海海域，體長可達1.4公分，棲息在沿海淺水域，雌魚產附著性卵，雄魚有護卵行為，幼魚為浮游性，生活習性不明。